# محوطه قلعه بوی
محوطه قلعه بوی مربوط به سده‌های میانه دوران‌های تاریخی پس از اسلام است و در شهرستان ماهنشان، بخش مرکزی، دهستان ماهنشان، ۷۰۰ متری جنوب روستای سهند علیا واقع شده و این اثر در تاریخ ۱۸ اسفند ۱۳۸۷ با شمارهٔ ثبت ۲۵۳۴۴ به‌عنوان یکی از آثار ملی ایران به ثبت رسیده است.